# Kom Abu Billo
Kom Abu Billo és una localitat d'Egipte a la part occidental del delta del Nil, uns 70 km al nord-oest del Caire. És a pocs kilòmetres al nord de Khatatba, on la carretera gira a l'oest cap a la branca Rosetta del Nil en direcció al Wadi Natrun. L'excavació és entre Al-Khatatba i Al-Birigat, al costat oest del canal. El seu nom egipci fou Mefkat (Turquesa) o Nebet Merkaf (senyora de Turquesa). Els grecs la van anomenar Terenuthis derivat de Ta rennouti ("La Terra de Natjar-te Renenutet") doncs els lloc era centre del culte a la deessa cobra Renenutet, deessa de la fertilitat i protectora del faraó a l'altra vida; els coptes l'anomenaren "Terenouti" i modernament Tarrana.
El seu nom àrab és Kom Abu Billo, que és concretament el lloc de la necròpolis dels temps grecoromans on al nord hi havia un temple d'Apol·lo (Temple = Kom; Apol·lo = Abu Billo). El temple de Het-Hert fou descobert el 1887 per F.L. Griffith, però no fou excavat fins al 1969-1974; fou construït sota Ptolemeu II Filadelf (285 aC-246 aC) i s'han trobat també objectes del seu antecessor Ptolemeu I Sòter; a la seva vora un cementiri d'animals, associat al culte del temple; al temple o a una part s'adorava a Hathor; també s'han trobat estàtues amb els noms de Yinepu, Aset, Taweret i Bes. El cementiri té tombes des de la dinastia VI fins al segle iv. Una estela egípcia coneguda com "L'estela de Terenuthis" té dibuixat un mort entre dos columnes i té un text en demòtic grec a sota; les ofrenes eren variades i incloïen raïm i vi. La ciutat es dedicava a l'agricultura, la cacera i la pesca però també hi havia vinaters, ollers, joiers i altres artesans. S'han trobat molts objectes, ceràmiques, anells d'or i plata, braçalets, arracades d'or, agulles, vasos d'ivori, amulets i d'altres; la poteria pintada de diferents color és d'època entre l'imperi Nou i principis de la nostra era; s'han trobat àmfores per vi.
La ciutat fou seu d'un bisbe sufragani d'Antinoe a la Tebaida Primera (Thebais Prima). Michel Le Quien esmenta dos bisbes de la ciutat: Arsinthius el 404; i Eulogius, present al concili d'Efes del 431. Fou lloc de refugi dels monjos davant els atacs dels nòmades maziks. La ciutat de Tarraneh (Tarrana), a un parell de km a l'est, va substituir a la ciutat a l'alta edat mitjana (vers el segle VI). A uns 15 km es troben els llacs de Nitria i Scetis.